# Lord Huron
Lord Huron — американская инди-фолк-группа из Лос-Анджелеса. Дебютный альбом «Lonesome Dreams» был выпущен в 2012 году студией звукозаписи Iamsound в США. Затем в Великобритании и в Ирландии в январе 2013 года.
Четвёртый альбом «Long Lost» был выпущен 21 мая 2021 года.

## История

### Начало (2010—2011)
Основатель Бен Шнайдер начал писать музыку в своем родном городе Окемос, штат Мичиган. Шнайдер продолжил изучать визуальное искусство в Мичиганском университете и закончил обучение во Франции, прежде чем переехать в Нью-Йорк, где он работал художником. В 2005 году Шнайдер переехал в Лос-Анджелес. В 2010 году Бен создал группу Lord Huron в качестве сольного проекта, записывая свои первые несколько EP полностью самостоятельно и постоянно добавляя к себе группу новых людей, чтобы играть в живых шоу, большинство из которых он знал с детства. Название группы было вдохновлено озером Гурон, на котором вырос Шнайдер. 

### Lonesome Dreams (2012—2013)
Их первый полноформатный альбом, Lonesome Dreams, был выпущен 9 октября 2012 года. Он достиг № 3 в чарте Billboard’s Heatseekers Albums, продавшись в 3000 копий за первую неделю. Альбом был продан в 87,000 копий в США в апреле 2015 года.
С выходом Lonesome Dreams группа выпустила серию музыкальных клипов, снятых в стиле вестерна 70-х годов, который, по словам Шнайдера, стал центральной темой и повествованием альбома. «У нас была забавная идея, что Lonesome Dreams — это своего рода серия старых приключенческих историй». В интервью Шнайдер упомянул влияние конкретного произведения под названием «Собрание сочинений Билли Кида: стихи для левшей». «Это своего рода сборник бульварных романов, и мы хотели, чтобы видео отражали это и имели такое же настроение и стиль», — сказал Шнайдер в другом интервью. Они также решили выпустить театральную версию видео.

### Strange Trails (2014—2017)
Группа выпустила свой второй альбом — Strange Trails — 6 апреля 2015 года в Великобритании и 7 апреля 2015 года в Соединенных Штатах. Альбом дебютировал на Billboard 200 в № 23, а Folk-album в № 1 и № 10 в Top Album Sales Chart, продавшись в 18 000 копий. Песня «The Night We Met» была награждена RIAA Certified Gold 26 июня 2017 года и Certified Platinum 15 февраля 2018 года. Песня была использована в сериале «13 причин почему» в первом сезоне. Позже, в 2018 году, был сделан ремикс с участием Фиби Бриджерс для второго сезона.

### Vide Noir (2018—2020)
19 января 2018 года был сделан небольшой намёк на предстоящий новый альбом. 22 января был выложен небольшой фрагмент песни: на фоне магический шар, в котором изображена «Изумрудная Звезда» (Emerald Star) — главная «фишка» альбома, и также само название альбома: Vide Noir. 24 января альбом был официально анонсирован во всех социальных сетях, включая YouTube. Дата выхода альбома была назначена на 20 апреля 2018 года. На протяжении первого квартала, раз в месяц, были доступны для прослушивания следующие песни:
| Дата            | Название               |
| --------------- | ---------------------- |
| 26 января 2018  | Ancient Names Pt.1,2   |
| 16 февраля 2018 | Wait By The River      |
| 30 марта 2018   | When The Night Is Over |

В день выхода альбома, 20 апреля 2018 года, Lord Huron отыграли концерт в Гранд-Рапидс в родном для Шнайдера штате Мичиган.

#### Products of the Universe with Marsha Tanley
Накануне выхода альбома Vide Noir на официальном аккаунте YouTube была проведена трансляция. Она была сделана по принципу шоппинг-магазина (к ведущей приходит мужчина, предлагая зрителям свои «космические» товары). Между их диалогами в видео вставлены нарезки с группой, которые исполняют свою новую музыку из альбома Vide Noir. Также в видео заметна, возможно, новая музыка, которая периодически проигрывается в виде небольших отрывков видео, в которых представлены фрагменты из фильма «Vide Noir».

### Long Lost (2021—2024)
В декабре 2020 года группа анонсировала сборник концертов в прямом эфире под названием Alive From Whispering Pines. Первый эпизод вышел в эфир 7 января 2021 года и включал в себя клип из ранее не издававшегося материала.
16 февраля на странице Lord Huron был анонсирован новый сингл под названием «Not Dead Yet», который выйдет 19 февраля, после второго эпизода Alive From Whispering Pines.
18 марта в конце третьего онлайн-концерта был анонсирован выход альбома — 21 мая 2021 года.
16 апреля был анонсирован главный (одноимённый) сингл — «Long Lost», затем 30 апреля, после завершительного четвёртого онлайн-концерта, вышел в свет сингл — «I Lied», где участие приняла Allison Ponthier (это первый трек, где участие принял другой исполнитель).
| Номер | Песня                                                     | Длительность                                              | Первое появление                                          | Официально опубликована на музыкальных площадках |
| ----- | --------------------------------------------------------- | --------------------------------------------------------- | --------------------------------------------------------- | ------------------------------------------------ |
| 1     | The Moon Doesn’t Mind                                     | 1:11                                                      | WPR*                                                      | 21.05.2021                                       |
| 2     | Mine Forever                                              | 4:49                                                      | Второй онлайн-концерт                                     | 19.03.2021                                       |
| 3     | (One Helluva Perfomer)                                    | 0:22                                                      | Неизвестно                                                | 21.05.2021                                       |
| 4     | Love Me Like You Used To                                  | 3:41                                                      | WPR                                                       | 21.05.2021                                       |
| 5     | Meet Me in the City                                       | 3:55                                                      | WPR                                                       | 21.05.2021                                       |
| 6     | (Sing For Us Tonight)                                     | 0:05                                                      | (Первый тизер от 03.12.2020 года)                         | 21.05.2021                                       |
| 7     | Long Lost                                                 | 4:45                                                      | Третий онлайн-концерт (отрывок)                           | 16.04.2021                                       |
| 8     | Twenty Long Years                                         | 4:51                                                      | Первый онлайн-концерт (отрывок)                           | 21.05.2021                                       |
| 9     | Drops in the Lake                                         | 4:02                                                      | WPR                                                       | 21.05.2021                                       |
| 10    | Where Did the Time Go                                     | 1:34                                                      | Первый онлайн-концерт (отрывок)                           | 21.05.2021                                       |
| 11    | Not Dead Yet                                              | 2:58                                                      | WPR                                                       | 19.02.2021                                       |
| 12    | (Deep Down Inside Ya)                                     | 0:25                                                      | (Второй тизер от 07.12.2020 года)                         | 21.05.2021                                       |
| 13    | I Lied                                                    | 3:55                                                      | Четвёртый онлайн-концерт                                  | 30.04.2021                                       |
| 14    | At Sea                                                    | 1:36                                                      | WPR                                                       | 21.05.2021                                       |
| 15    | What Do It Mean                                           | 5:54                                                      | (Второй тизер от 07.12.2020 года)                         | 21.05.2021                                       |
| 16    | Time’s Blur                                               | 14:19                                                     | (Первый тизер от 03.12.2020 года)                         | 21.05.2021                                       |
| *     | Whispering Pines Records — мини-тизер альбома «Long Lost» | Whispering Pines Records — мини-тизер альбома «Long Lost» | Whispering Pines Records — мини-тизер альбома «Long Lost» |                                                  |

### The Cosmic Selector Vol. 1 (2025—н.в)
7 января 2025 года в соцсетях был выложен короткий тизер с фрагментом будущего сингла. Следом, через пару дней, вышел отрывок музыкального клипа на этот сингл, и его название стало известно - "Who Laughs Last?". Был опубликован 24 января 2025 года с музыкальным клипом. Позднее был объявлен тур 2025.
28 марта 2025 вышел второй сингл - "Nothing I Need" и клип к нему.
5 мая анонсирован третий сингл - "Looking Back". Выход намечен на 9 мая 2025 года.

7 мая 2025 года в социальных сетях был опубликован тизер альбома. Он получил название: "The Cosmic Selector Vol. 1".

## Состав

### Текущий
- Ben Schneider — гитара, вокал, губная гармошка
- Mark Barry — ударные, перкуссия, вокал
- Miguel Briseño — бас, клавиши, ударные, терменвокс
- Tom Renaud — гитара, вокал

### Участники тура
- Brandon Walters — гитара, вокал
- Misty Boyce — клавиши, вокал

### Бывший
- Peter Mowry — гитара
- Brett Farkas — гитара, вокал
- Karl Kerfoot — гитара, вокал
- Anne Williamson — клавиши, вокал

## Дискография

### Альбомы
| Lonesome Dreams                                                             | - Выпущен: 9 октября 2012 - Лейбл: Iamsound - Формат: Цифровая дистрибуция, CD, Винил            | 179 | 3 | — | — | 64  | 97 | —  | US: 87,000 |  |  |
| Strange Trails                                                              | - Выпущен: 7 апреля 2015 - Лейбл: Iamsound - Формат: Цифровая дистрибуция, CD, Винил             | 23  | — | 1 | 2 | 108 | 70 | 95 |            |  |  |
| Vide Noir                                                                   | - Выпущен: 20 апреля 2018 - Лейбл: Republic - Формат: Цифровая дистрибуция, CD, Винил            | 9   | — | 1 | 2 | 134 | —  | —  | US: 28,000 |  |  |
| Long Lost                                                                   | - Выпущен: 21 мая 2021 года - Лейбл: Republic - Формат: Цифровая дистрибуция, CD, Винил, Кассета | 23  | 1 | — | — | —   | —  | —  |            |  |  |
| «—» означает, что альбом не попал в чарт или не издавался в данном регионе. |                                                                                                  |     |   |   |   |     |    |    |            |  |  |

### Отдельные песни
- Into the Sun (Lord Huron, 2010)
- Mighty (Linian Music, 2010)
- Time to Run (Iamsound, 2012)

### Синглы
| "The World Ender"                                                                    | 2015 | —  | —  | —  | —  | —  | —  | —  | —  | —  | —  |                                                    | Strange Trails                                                  |
| "Fool for Love"                                                                      | 2015 | —  | 40 | —  | —  | —  | —  | —  | —  | —  | —  |                                                    | Strange Trails                                                  |
| "The Night We Met"                                                                   | 2017 | 84 | 5  | 78 | 44 | 58 | 17 | 50 | 27 | 75 | 37 | - RIAA: 3× Platinum - BEA: Gold - BPI: 2× Platinum | Strange Trails                                                  |
| "Ancient Names (Part I)"                                                             | 2018 | —  | 45 | —  | —  | —  | —  | —  | —  | —  | —  |                                                    | Vide Noir                                                       |
| "Wait by the River"                                                                  | 2018 | —  | 47 | —  | —  | —  | —  | —  | —  | —  | —  |                                                    | Vide Noir                                                       |
| "Never Ever"                                                                         | 2018 | —  | —  | —  | —  | —  | —  | —  | —  | —  | —  |                                                    | Vide Noir                                                       |
| "The Night We Met" (featuring Phoebe Bridgers)                                       | 2018 | —  | 25 | —  | —  | —  | —  | 81 | —  | —  | —  | - AFP: 3× Platinum                                 | 13 Reasons Why (Season 2): A Netflix Original Series Soundtrack |
| "Setting Sun"                                                                        | 2020 | —  | —  | —  | —  | —  | —  | —  | —  | —  | —  |                                                    | Lonesome Dreams                                                 |
| "Not Dead Yet"                                                                       | 2021 | —  | —  | —  | —  | —  | —  | —  | —  | —  | —  |                                                    | Long Lost                                                       |
| "Mine Forever"                                                                       | 2021 | —  | —  | —  | —  | —  | —  | —  | —  | —  | —  |                                                    | Long Lost                                                       |
| "Long Lost"                                                                          | 2021 | —  | —  | —  | —  | —  | —  | —  | —  | —  | —  |                                                    | Long Lost                                                       |
| "I Lied" (with Allison Ponthier)                                                     | 2021 | —  | —  | —  | —  | —  | —  | —  | —  | —  | —  |                                                    | Long Lost                                                       |
| "Your Other Life"                                                                    | 2022 | —  | —  | —  | —  | —  | —  | —  | —  | —  | —  |                                                    | Long Lost                                                       |
| "Ace Up My Sleeve"                                                                   | 2023 | —  | —  | —  | —  | —  | —  | —  | —  | —  | —  |                                                    | Music for The Starling Girl                                     |
| "—" обозначает релизы, которые не попали в чарты или не были выпущены в этой стране. |      |    |    |    |    |    |    |    |    |    |    |                                                    |                                                                 |